# Ordan-Larroque
 Ordan-Larroque  là một xã thuộc tỉnh Gers trong vùng Occitanie tây nam nước Pháp. Xã này có độ cao trung bình 420 mét trên mực nước biển.